# Takhtajaniantha
 Takhtajaniantha  Nazarova, 1990 è un genere di piante angiosperme dicotiledoni della famiglia delle Asteraceae.

## Etimologia
Il nome scientifico del genere è stato definito per la prima volta dalla botanica Estella Ashotovna Nazarova (1936-) nella pubblicazione " Biologicheskii Zhurnal Armenii. Erevan" ( Biol. Zhurn. Armenii 43(3): 179) del 1990.

## Descrizione
Habitus. L'habitus delle specie di queste piante è di tipo erbaceo perenne (anche subarbustivo) con superfici sia glabre o mollemente pubescenti. I cauli si presentano spesso con residui di guaine fogliari colorate di marrone scuro. Le radici sono a fittone o a tubero. Gli organi interni di queste piante contengono lattoni sesquiterpenici.
Foglie. Le foglie lungo il fusto sono disposte in modo alterno. Sono presenti foglie rosulate spesso lanate. La lamina è continua con forme da lineari a ovate, apici acuti e base attenuata. I margini sono continui, piatti o ondulati, interi o dentellati. La superficie è glabra o tomentosa, ma mai ispida o irsuta. Le venature sono parallele.
Infiorescenza. Le infiorescenza, terminali su fusti solitari, sono composte da capolini. I capolini, per lo più peduncolati, da glabri ad aracnoidei o tomentosi, omogami e radiati, sono composti da un involucro formato da diverse brattee embricate in più serie che fanno da protezione al ricettacolo sul quale s'inseriscono i fiori ligulati. Le brattee, con forme triangolari-ovate, sono dimorfiche (quelle esterne sono più piccole di quelle interne). Il ricettacolo è piatto e nudo (senza pagliette).
Fiori. I fiori, pochi (fino a 12), sono tetra-ciclici (ossia sono presenti 4 verticilli: calice – corolla – androceo – gineceo) e pentameri (ogni verticillo ha in genere 5 elementi). I fiori sono inoltre ermafroditi e zigomorfi.
- Formula fiorale:

*/x K {\displaystyle \infty }, [C (5), A (5)], G 2 (infero), achenio
- Calice: i sepali del calice sono ridotti ad una coroncina di squame.
- Corolla: le corolle sono formate da una ligula terminante con 5 denti; il colore è giallo con venature scure; la superficie può essere sia pubescente che glabra; le ligule in genere sono incurvate all'esterno (disposizione radiale) e superano abbondantemente l'involucro.
- Androceo: gli stami sono 5 con filamenti liberi e distinti, mentre le antere sono saldate in un manicotto (o tubo) circondante lo stilo.[11] Le antere alla base sono acute. Il polline è tricolporato (con 6 lacune), è echinato (con punte) e anche "lophato" (la parte più esterna dell'esina è sollevata a forma di creste e depressioni).[12]
- Gineceo: lo stilo è filiforme. Gli stigmi dello stilo sono due divergenti, filiformi, ricurvi con la superficie stigmatica posizionata internamente (vicino alla base).[13] L'ovario è infero uniloculare formato da 2 carpelli.

Frutti. I frutti sono degli acheni con pappo. Gli acheni, ristretti all'apice, hanno 10 coste. La superficie glabra o con ghiandole (raramente è sericea). Il carpoforo è assente. Il pappo è piumoso con setole scabre in alto; il colore è bianco ghiaccio. Il pappo è inserito in un anello cartilagineo all'apice dell'achenio. Lunghezza degli acheni: 5 – 15 mm. Lunghezza del pappo: 7 – 28 mm.

## Biologia
- Impollinazione: l'impollinazione avviene tramite insetti (impollinazione entomogama tramite farfalle diurne e notturne).
- Riproduzione: la fecondazione avviene fondamentalmente tramite l'impollinazione dei fiori (vedi sopra).
- Dispersione: i semi (gli acheni) cadendo a terra sono successivamente dispersi soprattutto da insetti tipo formiche (disseminazione mirmecoria). In questo tipo di piante avviene anche un altro tipo di dispersione: zoocoria. Infatti gli uncini delle brattee dell'involucro si agganciano ai peli degli animali di passaggio disperdendo così anche su lunghe distanze i semi della pianta.

## Distribuzione e habitat
Le piante di questo gruppo sono distribuite in Europa e Asia (dalla Siberia alla Cina).

## Tassonomia
La famiglia di appartenenza di questa voce (Asteraceae o Compositae, nomen conservandum) probabilmente originaria del Sud America, è la più numerosa del mondo vegetale, comprende oltre 23.000 specie distribuite su 1.535 generi, oppure 22.750 specie e 1.530 generi secondo altre fonti (una delle checklist più aggiornata elenca fino a 1.679 generi). La famiglia attualmente (2021) è divisa in 16 sottofamiglie.

### Filogenesi
Questo genere appartiene alla sottotribù Scorzonerinae della tribù Cichorieae (unica tribù della sottofamiglia Cichorioideae). In base ai dati filogenetici la sottofamiglia Cichorioideae è il terz'ultimo gruppo che si è separato dal nucleo delle Asteraceae (gli ultimi due sono Corymbioideae e Asteroideae). La sottotribù Scorzonerinae è il secondo clade che si è separato dalla tribù.
La tribù Scorzonerinae è individuata dai seguenti principali caratteri:
- l'indumento di queste piante è morbido fatti di piccoli peli;
- le foglie sono parallelinervie indivise;
- le setole del pappo sono provviste di morbide proiezioni laterali (una fila di cellule appiattite);
- il polline è tricolporato con 2 lacune;
- l'areale (nativo) della sottotribù è relativo al Vecchio Mondo.

All'interno della sottotribù sono stati individuati diversi cladi, alcuni in posizione politomica. Il genere di questa voce, da un punto di vista della filogenesi, si trova in un clade più interno insieme al genere Pseudopodospermum (insieme potrebbero formare un "gruppo fratello"). Questo genere deriva da alcune specie del genere Scorzonera; in particolare dalle sezioni sect. Fibrillosae, sect. Egregiae, sect. Papposae, sect. Polyclada e sect. Pusillae.
I caratteri distintivi per le specie di questo genere ( Takhtajaniantha) sono:
- i fiori sono colorati di giallo con venature viola;
- gli acheni sono privi di carpoforo (e anche di coste verrucose) e la superficie è ricoperta da papille o morbidi peli multicellulari;
- il parenchima subepidermico è continuo;
- le foglie apicalmente sono acuminate e un po' arrotolate;
- il pappo è bianco come la neve;
- i cauli si presentano spesso con residui di guaine fogliari.

Il numero cromosomico delle specie di questo genere è: 2n = 14 (diploidi), 21, 28 e 42 (allotetraploidia).

### Elenco delle specie
Questo genere ha 10 specie:
- Takhtajaniantha austriaca (Willd.) Zaika, Sukhor. & N.Kilian
- Takhtajaniantha capito  (Maxim.) Zaika, Sukhor. & N.Kilian
- Takhtajaniantha crispa  (M.Bieb.) Zaika, Sukhor. & N.Kilian
- Takhtajaniantha ikonnikovii  (Lipsch. & Krasch.) Zaika, Sukhor. & N.Kilian
- Takhtajaniantha mongolica  (Maxim.) Zaika, Sukhor. & N.Kilian
- Takhtajaniantha pseudodivaricata  (Lipsch.) Zaika, Sukhor. & N.Kilian
- Takhtajaniantha pusilla  (Pall.) Nazarova
- Takhtajaniantha subacaulis  (Regel) Zaika, Sukhor. & N.Kilian
- Takhtajaniantha tau-saghyz  (Lipsch. & G.G.Bosse) Zaika, Sukhor. & N.Kilian
- Takhtajaniantha veresczaginii  (Kamelin & S.V.Smirn.) Kamelin & S.V.Smirn.

### Specie della flora italiana
In Italia è presente la seguente specie:
- Takhtajaniantha austriaca (Willd.) Zaika, Sukhor. & N.Kilian